# Howwood
Howwood is een dorp in de Schotse council Renfrewshire in het historisch graafschap Renfrewshire in de buurt van Paisley. Het dorp ligt tussen Johnstone en Lochwinnoch, aan de A737 tussen Paisley en Kilwinning. 
Howwood wordt sinds 1840 bediend door een station op de Ayrshire Coast Line.